# サミー・スミス
サミー・スミス（Sammie Smith 1967年5月16日- ）はフロリダ州オーランド出身の元アメリカンフットボール選手。NFLのマイアミ・ドルフィンズなどで1989年から1992年まで4シーズンプレーした。ポジションはランニングバック。

## 経歴

### 高校時代
オーランド郊外にあるアポプカ高校でアメリカンフットボールと陸上の短距離走で活躍した彼はUSAトゥデイからオールアメリカンに選ばれた。またハーシェル・ウォーカーと比較する意見も見られた。

### 大学時代
その後フロリダ州立大学に進学し、1985年はレッドシャツで過ごしたが1986年にはヴィクター・フロイド、キース・ロス、デイン・ウィリアムズ、デクスター・カーターなどと出場機会を分け合い、レギュラーシーズン最終週のフロリダ大学戦やインディアナ大学とのオールアメリカンボウルを含む3試合に先発出場した。フロリダ大学戦では52ヤードのタッチダウンランをあげるなど24回のランで117ヤードを走った。またインディアナ大学戦では205ヤードを走り2タッチダウンをあげてボウルゲームのMVPに選ばれた。主に控え選手として起用されていながら800ヤード以上を走った彼はフットボール・ニューズからフレッシュマンのオールアメリカンに選ばれた。1987年5月に行われた陸上競技大会では100mで10秒31、200mで20秒97を記録、400mリレーではアンカーを務めた。1987年には兄弟のコーリーがバイクに乗っていたときにトラックにはねられて頭部と足に重傷を負ったこともあり彼は奮起した。大学記録となる1,230ヤード（平均7.2ヤード）を走り7タッチダウンをあげ、7試合で100ヤード以上を走るとともに6回のレシーブで平均21.3ヤード、2タッチダウンをあげてAP通信からオールアメリカンに選ばれた。この年チームは11勝1敗でシーズンを終えた。1988年は全年の再来とまでは言えなかったが600ヤード以上を走り、オーバーン・タイガースとのシュガーボウルでは115ヤードを走りMVPに選ばれた。チームはこの年も11勝1敗の成績をあげた。
ボビー・ボウデンの下でプレー、1987年に大学記録となる1,230ヤードを走るなど、3シーズンで歴代5位となる2,439ヤードを走った。彼の作った大学記録は1995年にウォリック・ダンが更新した。

### プロ入り以降
1989年のNFLドラフト1巡全体9位でマイアミ・ドルフィンズに指名されて入団した。
1990年4月に生まれて9週間の息子を乳幼児突然死症候群で亡くした。
1991年シーズン終了後、ボビー・ハンフリーとのトレードでデンバー・ブロンコスに移籍、1992年は3試合の出場で94ヤード獲得の成績にとどまり、現役生活を終えた。4シーズンで1881ヤードを走り16タッチダウンランをあげた。
1991年10月20日に行われたヒューストン・オイラーズ戦での試合終盤相手エンドゾーンでファンブルしチームが逆転負けしたこともあり、Sammie Sucks というチャントがドルフィンズのホームゲームでしばらく見られた。このプレーでオイラーズのラインバッカー、ラマー・ラーソンのヘルメットでのヒットをあごに受けた彼はボールをファンブル、クリス・ディッシュマンがボールをリカバーした。
フロリダ州立大学時代からドラッグの使用が噂されていたが、現役引退後の1996年にはコカインの不法所持で有罪判決を受けte
2003年までの7年間を刑務所で暮らした。2010年6月にフロリダ州で公民権を回復した。
2013年にフロリダ州立大学の殿堂入りを果たした。